# Sven Thidevall

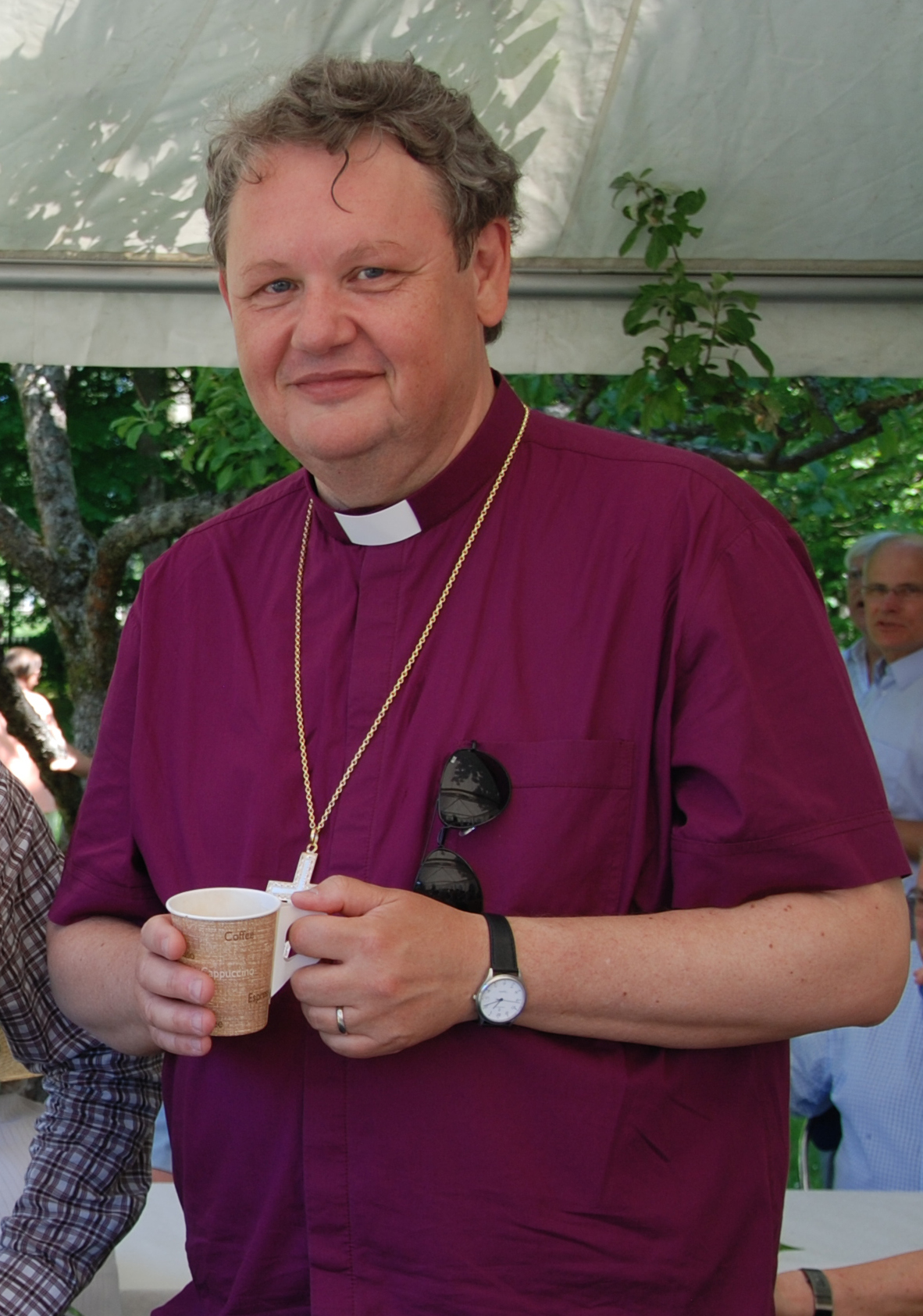
Sven Thidevall

Sven Thidevall (* 1949 in Lidingö) ist ein emeritierter Bischof der lutherischen Schwedischen Kirche.

## Leben
Thidevall, ein Sohn des Pfarrers Anders Thidevall, studierte nach seiner Schulzeit Evangelische Theologie. Er wurde 1979 ordiniert und war bis 1987 im Bistum Stockholm, danach im Bistum Växjö tätig. Im Jahr 2000 wurde er an der Universität Uppsala zum Dr. theol. promoviert und arbeitete bis 2003 dort als Forscher. 2003 wurde er stiftsadjunkt im Bistum Strängnäs. Dort wurde er 2006 als Nachfolger von Anders Wejryd zum Bischof gewählt und am 19. November geweiht.
Nach einem Streit mit den politischen Parteien in der Stiftssynode (stiftsstyrelse) teilte Thidevall im Februar 2010 mit, dass er als Bischof des Bistums Växjö zurücktrete. Seine Nachfolge übernahm Jan-Olof Johansson. Thidevall arbeitete bis zu seiner Pensionierung 2017 als Forscher in der Kirchenkanzlei der Schwedischen Kirche.